# Граноццо-кон-Монтичелло
Граноццо-кон-Монтичелло (итал. Granozzo con Monticello) — коммуна в Италии, располагается в регионе Пьемонт, в провинции Новара.
Население составляет 1432 человека (2010 г.), плотность населения составляет 73,36 чел./км². Занимает площадь 19,52 км². Почтовый индекс — 28060. Телефонный код — 0321.
В коммуне 15 августа особо празднуется Успение Пресвятой Богородицы. Покровителями коммуны почитаются святые Гервасий и Протасий, празднование 19 июня.

## Демография
Динамика населения:

## Администрация коммуны
- Официальный сайт: http://www.comune.granozzoconmonticello.no.it/